# ستيفان كيلر
ستيفان كيلر (31 مايو 1979 زيورخ سويسرا - ) هو لاعب كرة قدم سويسري يلعب كمدافع.

## مسيرته الكروية
لعب ستيفان كيلر خلال مسيرته الاحترافية مع 10 أندية في ستة عشر موسمًا وسجل خلالها 18 هدفًا ضمن 327 مباراة. ولم يفز بأي موسم بالكأس وفاز في موسم واحد بالدوري.
خاض ستيفان كيلر مسيرته مع نادي غراسهوبر زيوريخ في موسم 1998–99 لمدة موسم واحد، لم يشارك في أي مباراة ولم يسجل أي هدف. ثم انتقل إلى نادي نوشاتل زاماكس في موسم 1999–00 ولمدة موسمين، حيث شارك في 63 مباراة سجل خلالها هدفًا واحدًا. لينتقل بعدها إلى نادي زيورخ في موسم 2001–02 واستمر معه طيلة ثلاثة مواسم، مشاركًا في 61 مباراة سجل خلالها 4 أهداف. ثم انتقل إلى نادي آراو في موسم 2003–04 لمدة موسم واحد، مشاركًا في 12 مباراة ولم يسجل أي هدف. هذا وانتقل لاحقًا إلى FC Rot-Weiß Erfurt ‏ في موسم 2004–05 لمدة موسم واحد، مشاركًا في 19 مباراة سجل خلالها هدفين. ثم انتقل بعدها إلى نادي آر كي سي فالفيك في موسم 2005–06 ولمدة موسمين، مشاركًا في 46 مباراة سجل خلالها 3 أهداف. ليعود وينتقل من جديد، لكن هذه المرة إلى نادي دي غرافشاب في موسم 2007–08 ولمدة موسمين، مشاركًا في 50 مباراة سجل خلالها 5 أهداف. لينتقل بعدها إلى نادي سيدني إف سي في موسم 2009–10 ولمدة موسمين، مشاركًا في 49 مباراة سجل خلالها هدفًا واحدًا. ثم لعب في نادي فيلم تو تيلبورغ في موسم 2011–12 لمدة موسم واحد، مشاركًا في 17 مباراة سجل خلالها هدفًا واحدًا أيضًا.

## روابط خارجية
- ستيفان كيلر على موقع قاعدة بيانات كرة القدم.إي يو (الإنجليزية)
- ستيفان كيلر على موقع ناشيونال فوتبول تيمز (الإنجليزية)
- ستيفان كيلر على موقع عالم كرة القدم.نت (الإنجليزية)